# Availles-sur-Seiche
Availles-sur-Seiche é uma comuna francesa na região administrativa da Bretanha, no departamento de Ille-et-Vilaine. Estende-se por uma área de 11,06 km². Em 2010 a comuna tinha 701 habitantes (densidade: 63,4 hab./km²).
Em 1920 o nome da comuna de Availles foi alterada para Availles-sur-Seiche.